# Ligamento
Un ligamento es una estructura de tejido conjuntivo denso o fibroso, en forma de banda, muy sólido y elástico que une los huesos relacionados con una articulación. El ligamento permite el movimiento, pero evita también mover los huesos de modo excesivo, lo que previene las luxaciones en caso de movimientos forzados (confiere estabilidad a la articulación). Las principales enfermedades de los ligamentos están relacionados con los traumatismos: esguinces leves cuando las fibras de los ligamentos están demasiado estiradas o esguinces graves en caso de rotura ligamentosa. Otros ligamentos no tienen nada que ver con las articulaciones y conectan los órganos entre ellos, como el ligamento gastro-esplénico que conecta el estómago y el bazo, o los ligamentos de los dientes y muelas.

## Estructura

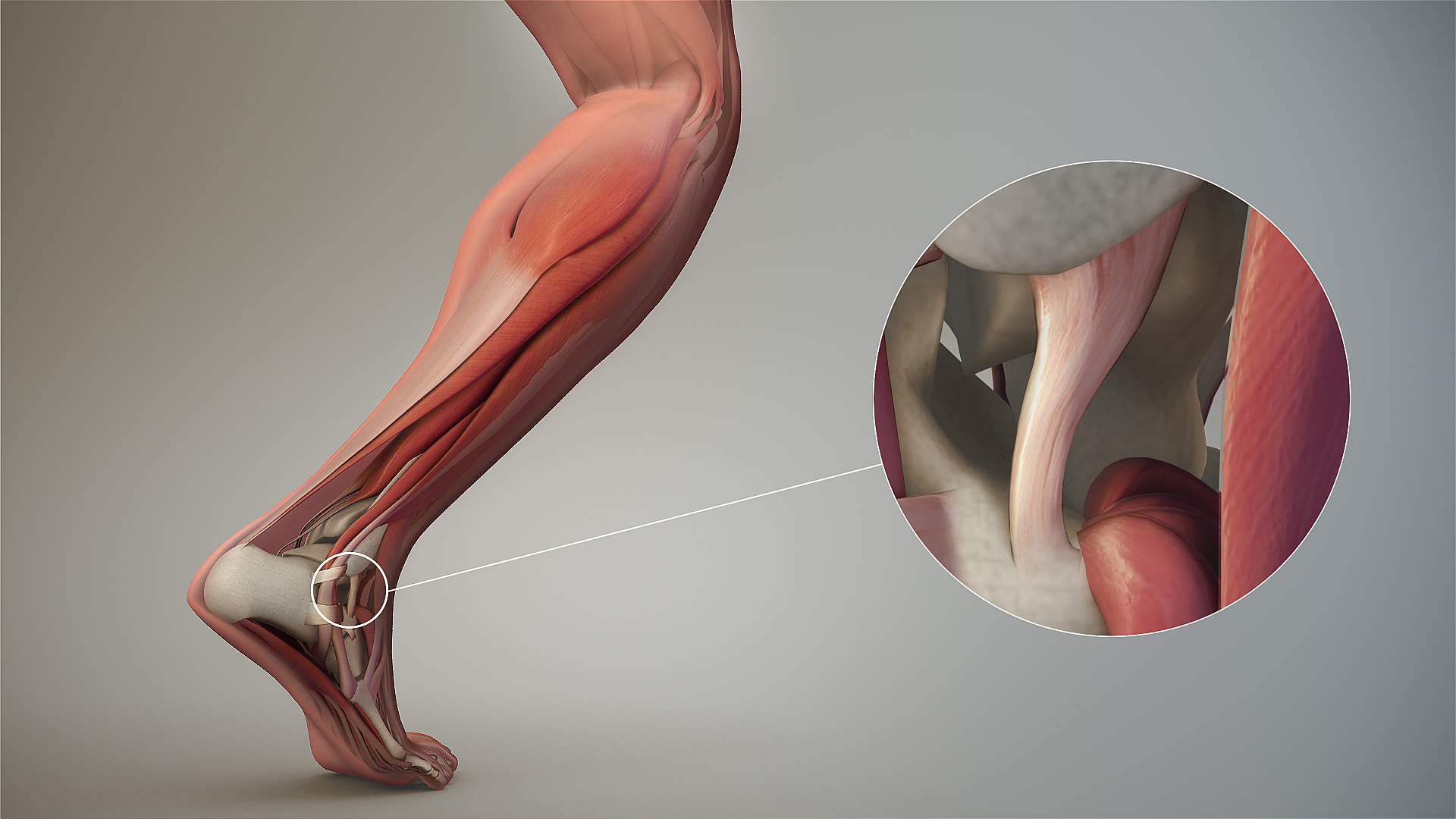
ligamentos

El ligamento se compone de fibras rígidas, de una naturaleza similar a los tendones. Este tejido se encuentra estructurado por un grupo de pequeñas entidades denominadas fascículos, los cuales conforman las fibras básicas. A su vez, en esta estructura existen fibras onduladas que contribuyen de forma significativa en su respuesta no lineal a un esfuerzo de tensión aplicado; sin embargo, aún no está claro en qué forma y cantidad es la relación función-estructura que desempeña un papel en el comportamiento de un hueso.

## Composición
Un ligamento está compuesto principalmente por tejido conectivo denso, cuya matriz extracelular está formada predominantemente por fibras de colágeno tipo I en 85%, dispuestas en forma paralela y el resto está compuesto por otros tipos (III, VI, V, XI y XIV). que le confieren gran resistencia a la tracción.   Contiene cantidades menores de colágeno tipo III y, en algunas regiones específicas, colágeno tipo VI; además, pueden encontrarse fibras elásticas en menor proporción, lo que aporta cierta elasticidad y capacidad de recuperación tras la deformación. La matriz extracelular incluye proteoglicanos, glucosaminoglicanos (como condroitín sulfato, queratán sulfato y dermatan sulfato), glicoproteínas y, en las zonas de inserción ósea (entesis), puede haber fibrocartílago con colágeno tipo II y aggrecan. Los ligamentos también contienen células especializadas denominadas ligamentocitos (o fibroblastos), responsables de la síntesis y el mantenimiento de la matriz extracelular. En ciertas regiones, especialmente cerca de las inserciones, puede haber pequeñas cantidades de tejido adiposo y fibras nerviosas. La organización y proporción de estos componentes varía según la función y localización anatómica del ligamento, lo que determina sus propiedades biomecánicas específicas.[cita requerida]

## Función
La función de los ligamentos es la unión y estabilización de estructuras anatómicas, siendo común de encontrar entre los huesos y cartílagos. Los ligamentos interconectan huesos adyacentes entre sí, teniendo un papel muy significativo en el sistema esquelético. 
En una articulación, los ligamentos permiten y facilitan el movimiento dentro de las direcciones anatómicas naturales, mientras que restringe aquellos movimientos que son anatómicamente anormales, impidiendo lesiones o luxaciones que podrían surgir por este tipo de movimiento.

## Clasificación
Los ligamentos en anatomía se clasifican tradicionalmente por su aspecto como:
- Acintados: ligamentos que pasan de una estructura a otra sin perder contacto en ningún momento con las estructuras.
- Cordonados: ligamentos que saltan de un hueso a otro.

### Tobillo
El tobillo presenta una serie de ligamentos. 

Ligamento lateral interno o ligamento deltoideo: une el astrágalo y el calcáneo con la tibia y se encuentra en la parte interna del tobillo. 
 Ligamento lateral externo: conformado por tres fascículos diferentes, que unen el astrágalo y el calcáneo con el peroné. 
 Haz anterior o ligamento peroneoastragalino anterior. 
 Haz medio o ligamento calcáneoperoneo. 
 Haz posterior o ligamento peroneoastragalino posterior. 

 Ligamentos anterior y posterior. 
 Ligamentos de la sindesmosis.